# HoriMiya
HoriMiya (堀さんと宮村くん?, Hori-san to Miyamura-kun, lett. "Hori-san e Miyamura-kun") è un manga scritto e disegnato da HERO, pubblicato in formato yonkoma da Square Enix dal 2007 al 2011. Nel 2012 è stato realizzato un adattamento anime sotto forma di OAV, prodotto dallo studio Hoods Entertainment e diretto da Shingo Natsume, il cui primo episodio è stato pubblicato il 26 settembre 2012 e l'ultimo il 25 maggio 2021.

## Trama
Kyōko Hori è una ragazza popolare ed estroversa che frequenta il secondo anno del liceo Katagiri. A causa del lavoro, i suoi genitori sono spesso assenti da casa, quindi ella si prende cura amorevolmente del suo fratello minore, Sōta. Per puro caso, quest'ultimo viene soccorso dopo una caduta da Izumi Miyamura, compagno di classe di Kyōko, ignorato da tutti a causa del suo aspetto da otaku e del suo carattere schivo e solitario. Kyōko non riconosce il suo compagno, poiché fuori da scuola egli appare come un ragazzo attraente, sfoggiando liberamente piercing e tatuaggi, lascito di un'infanzia difficile. Trascorrendo sempre più tempo insieme, i due riescono a mostrarsi vicendevolmente lati del proprio carattere sconosciuti agli altri, diventando inizialmente amici e, successivamente, facendo sbocciare un'insolita e passionale relazione. L'evoluzione della propria vita sentimentale permette a Izumi di guadagnare fiducia in se stesso e a stringere amicizia con i suoi compagni di istituto, anche loro alle prese con diverse vicissitudini amorose.

## Personaggi
Kyoko Hori (堀 京子?, Hori Kyōko)
Doppiata da: Asami Setō (OAV), Haruka Tomatsu (serie TV) (ed. giapponese), Giulia Maniglio (seconda serie TV) (ed. italiana)
La protagonista femminile della serie. Kyoko è in apparenza una liceale bella, brillante e popolare, ma in realtà a casa assume un aspetto diverso, assumendo il ruolo di casalinga vista la mancanza dei suoi genitori per molto tempo, struccandosi e vestendosi con abiti comodi, occupandosi dei lavori domestici e della cura del suo fratellino. Non vuole che i suoi amici la vedano in quello stato, ma quando Izumi Miyamura lo scopre, accettano di mantenere segrete le loro vere personalità.  Con il tempo comincia ad avere sentimenti romantici nei confronti di Miyamura, tanto da urlare a Remi che lei non può averlo perché è solo suo. Ha sentito la sua confessione quando sembrava addormentata. Sono diventati una coppia dopo che lei ha ammesso che Izumi è il suo ragazzo quando suo padre le ha chiesto quando Izumi era presente. Mostra di avere un lato sadico e al contempo masochista, ma solo Miyamura lo sa.
Izumi Miyamura (宮村 伊澄?, Miyamura Izumi)
Doppiato da: Yoshitsugu Matsuoka (OAV), Kōki Uchiyama (serie TV) (ed. giapponese), Ivan Spada (seconda serie TV) (ed. italiana)
Il protagonista maschile della serie. A scuola, Izumi sembra essere un cupo otaku con gli occhiali che sta per i fatti suoi. Tuttavia, fuori dalla scuola, si rivela un giovane di bella presenza e socievole, vestendosi in stile punk. Ha inoltre nove piercing (quattro su ciascuna delle orecchie e uno sul labbro), e tatuaggi tribali sul lato sinistro del corpo, ma che deve nascondere viste le rigide regole della scuola, per questo Izumi si fa crescere i capelli lunghi per nascondere i piercing all'orecchio,  e indossa magliette a maniche lunghe per coprire i suoi tatuaggi. Nonostante il suo aspetto a scuola, ha solo un interesse occasionale per i manga e ha voti mediocri. Non riesce a vedere i film horror perché si spaventa facilmente. Talvolta tira fuori un lato oscuro che mette in soggezione chi gli sta vicino e non esita a picchiare gli altri se questi lo feriscono o feriscono chi gli sta vicino. La sua famiglia gestisce una pasticceria. Ha accettato un'esistenza solitaria ma dopo aver appreso che a Kyoko non importa come appare, ha lentamente guadagnato fiducia e amici tra i suoi compagni di classe. A differenza della sua immagine cupa a scuola, l'aspetto di Izumi fuori dalla scuola gli avrebbe facilmente guadagnato popolarità con il suo bel viso che nasconde sotto gli occhiali e i capelli che glielo coprono. Trova che il vero lato di Kyoko sia carino, anche quando si arrabbia.  Gli andava bene essere amici, ma il suo atteggiamento onesto gli permette di raccontare a Kyoko le cose che ammira in lei. Ha confessato di amarla quando questa era a letto malata, consapevole che fosse sveglia. Sono diventati ufficialmente una coppia dopo che il padre di Kyoko ha chiesto a Kyoko se Izumi fosse il suo ragazzo.
Toru Ishikawa (石川 透?, Ishikawa Tōru)
Doppiato da: Yoshimasa Hosoya (OAV), Seiichirō Yamashita (serie TV) (ed. giapponese), Alessandro Pili (seconda serie TV) (ed. italiana)
Yuki Yoshikawa (吉川 由紀?, Yoshikawa Yuki)
Doppiata da: Kana Ueda (OAV), Yurie Kozakai (serie TV) (ed. giapponese), Serena Clerici (seconda serie TV) (ed. italiana)
Kakeru Sengoku (仙石 翔?, Sengoku Kakeru)
Doppiato da: Nobunaga Shimazaki (OAV), Nobuhiko Okamoto (serie TV) (ed. giapponese), Mosè Singh (seconda serie TV) (ed. italiana)
Remi Ayasaki (綾崎 レミ?, Ayasaki Remi)
Doppiata da: Akiko Hasegawa (OAV), M·A·O (serie TV) (ed. giapponese), Giada Sabellico (seconda serie TV) (ed. italiana)
Sakura Kono (河野 桜?, Kōno Sakura)
Doppiata da: Yui Nomura (OAV), Reina Kondō (serie TV) (ed. giapponese), Giorgia Carnevale (seconda serie TV) (ed. italiana)
Shu Iura (井浦 秀?, Iura Shū)
Doppiato da: Hiro Shimono (OAV), Daiki Yamashita (serie TV) (ed. giapponese), Ezio Vivolo (seconda serie TV) (ed. italiana)
Honoka Sawada (沢田 ほのか?, Sawada Honoka)
Doppiata da: Kei Imoto (OAV), Momo Asakura (serie TV) (ed. giapponese), Giulia Bersani (seconda serie TV) (ed. italiana)
Souta Hori (堀 創太?, Hori Sōta)
Doppiato da: Yumiko Kobayashi (OAV), Yuka Terasaki (serie TV) (ed. giapponese), Valentina Pallavicino (seconda serie TV) (ed. italiana)
Yuna Okuyama (奥山 有菜?, Okuyama Yūna)
Doppiata da: Giada Bonanomi (seconda serie TV) (ed. italiana)
Yuriko Hori (堀 百合子?, Hori Yuriko)
Doppiata da: Ai Kayano (serie TV) (ed. giapponese), Valentina Framarin (seconda serie TV) (ed. italiana)
Kyosuke Hori (堀 京介?, Hori Kyōsuke)
Doppiata da: Daisuke Ono (serie TV) (ed. giapponese), Andrea Beltramo (seconda serie TV) (ed. italiana)
Akane Yanagi (柳 明音?, Yanagi Akane)
Doppiato da: Jun Fukuyama (serie TV) (ed. giapponese), Alessandro Fattori (seconda serie TV) (ed. italiana)
Kōichi Shindo (進藤晃一?, Shindō Kōichi)
Doppiato da: Taku Yashiro (serie TV) (ed. giapponese), Richard Benitez (seconda serie TV) (ed. italiana)
Makio Tanihara (谷原マキオ?, Tanihara Makio)
Doppiato da: Shōya Chiba (serie TV) (ed. giapponese)
Motoko Iura (井浦基子?, Iura Motoko)
Doppiata da: Hisako Kanemoto (serie TV) (ed. giapponese), Giada Bonanomi (seconda serie TV) (ed. italiana)

## Media

### Manga

#### HoriMiya(2007-2011)
Il manga di HoriMiya è stato scritto da HERO e pubblicato da Square Enix dal febbraio 2007 al 22 dicembre 2011 inizialmente sotto l'etichetta Gangan Comics per poi proseguire su Gangan Comics Online.
| Nº | Data di prima pubblicazione | Data di prima pubblicazione | Data di prima pubblicazione |
| Nº | Giapponese                  | Giapponese                  |                             |
| -- | --------------------------- | --------------------------- | --------------------------- |
| 1  | 22 ottobre 2008             | ISBN 978-47575-2419-4       |                             |
| 2  | 21 febbraio 2009            | ISBN 978-47575-2495-8       |                             |
| 3  | 21 luglio 2009              | ISBN 978-47575-2609-9       |                             |
| 4  | 21 novembre 2009            | ISBN 978-47575-2724-9       |                             |
| 5  | 22 febbraio 2010            | ISBN 978-47575-2797-3       |                             |
| 6  | 22 maggio 2010              | ISBN 978-47575-2875-8       |                             |
| 7  | 22 ottobre 2010             | ISBN 978-47575-3025-6       |                             |
| 8  | 22 gennaio 2011             | ISBN 978-47575-3121-5       |                             |
| 9  | 22 maggio 2011              | ISBN 978-47575-4946-3       |                             |
| 10 | 22 dicembre 2011            | ISBN 978-47575-3440-7       |                             |

#### HoriMiya(2011-2021)

Copertina del primo volume dell'edizione italiana, raffigurante i protagonisti Izumi e Kyōko

Il manga di HoriMiya viene scritto da HERO, disegnato e rielaborato da Daisuke Hagiwara e serializzato dal 18 ottobre 2011 sulla rivista Monthly GFantasy edita da Square Enix. La serie si è conclusa il 18 marzo 2021 con un totale di sedici volumi. Il 16 luglio 2021 è stato pubblicato uno one-shot che funge da epilogo della storia.
In Italia la serie è stata pubblicata da Edizioni BD sotto l'etichetta J-Pop dal 16 maggio 2018 al 27 ottobre 2021. I capitoli sono indicati con il termine inglese page (lett. "pagina").
| 1  | 27 marzo 2012                                        | ISBN 978-4-7575-3543-5                                                      | 16 maggio 2018    | ISBN 978-88-3275-342-4                                                      |
| 1  | Capitoli - Page 1-6                                  |                                                                             |                   |                                                                             |
| 2  | 27 novembre 2012                                     | ISBN 978-4-7575-3806-1                                                      | 11 luglio 2018    | ISBN 978-88-3275-427-8                                                      |
| 2  | Capitoli - Page 7-13                                 |                                                                             |                   |                                                                             |
| 3  | 27 aprile 2013                                       | ISBN 978-4-7575-3951-8                                                      | 12 settembre 2018 | ISBN 978-88-3275-483-4                                                      |
| 3  | Capitoli - Page 14-20                                |                                                                             |                   |                                                                             |
| 4  | 26 ottobre 2013                                      | ISBN 978-4-7575-4107-8                                                      | 22 novembre 2018  | ISBN 978-88-3275-563-3                                                      |
| 4  | Capitoli - Page 21-26                                |                                                                             |                   |                                                                             |
| 5  | 26 aprile 2014                                       | ISBN 978-4-7575-4297-6                                                      | 9 gennaio 2019    | ISBN 978-88-3275-669-2                                                      |
| 5  | Capitoli - Page 27-34                                |                                                                             |                   |                                                                             |
| 6  | 27 ottobre 2014                                      | ISBN 978-4-7575-4325-6 (ed. regolare) ISBN 978-4757543263 (ed. limitata)    | 6 marzo 2019      | ISBN 978-88-3275-751-4                                                      |
| 6  | Capitoli - Page 35-42                                |                                                                             |                   |                                                                             |
| 7  | 27 maggio 2015                                       | ISBN 978-4-7575-4658-5                                                      | 8 maggio 2019     | ISBN 978-88-3275-842-9                                                      |
| 7  | Capitoli - Page 43-50                                |                                                                             |                   |                                                                             |
| 8  | 27 novembre 2015                                     | ISBN 978-4-7575-4814-5                                                      | 3 luglio 2019     | ISBN 978-88-3275-916-7                                                      |
| 8  | Capitoli - Page 51-56                                |                                                                             |                   |                                                                             |
| 9  | 27 maggio 2016                                       | ISBN 978-4-7575-4998-2                                                      | 4 settembre 2019  | ISBN 978-88-349-0013-0                                                      |
| 9  | Capitoli - Page 57-63                                |                                                                             |                   |                                                                             |
| 10 | 26 novembre 2016                                     | ISBN 978-4-7575-5167-1                                                      | 27 novembre 2019  | ISBN 978-88-349-0089-5                                                      |
| 10 | Capitoli - Page 64-71                                |                                                                             |                   |                                                                             |
| 11 | 26 agosto 2017                                       | ISBN 978-4-7575-5460-3                                                      | 15 gennaio 2020   | ISBN 978-88-349-0144-1                                                      |
| 11 | Capitoli - Page 72-81                                |                                                                             |                   |                                                                             |
| 12 | 26 maggio 2018                                       | ISBN 978-4-7575-5731-4                                                      | 4 marzo 2020      | ISBN 978-88-349-0209-7                                                      |
| 12 | Capitoli - Page 82-90                                |                                                                             |                   |                                                                             |
| 13 | 27 febbraio 2019                                     | ISBN 978-4-7575-6032-1                                                      | 22 luglio 2020    | ISBN 978-88-349-0274-5                                                      |
| 13 | Capitoli - Page 91-100                               |                                                                             |                   |                                                                             |
| 14 | 27 dicembre 2019                                     | ISBN 978-4-7575-6452-7                                                      | 16 settembre 2020 | ISBN 978-88-349-0386-5                                                      |
| 14 | Capitoli - Page 101-109                              |                                                                             |                   |                                                                             |
| 15 | 18 settembre 2020                                    | ISBN 978-4-7575-6848-8                                                      | 3 marzo 2021      | ISBN 978-88-349-0410-7                                                      |
| 15 | Capitoli - Page 110-118                              |                                                                             |                   |                                                                             |
| 16 | 16 luglio 2021                                       | ISBN 978-4-7575-7282-9 (ed. regolare) ISBN 978-4-757-57283-6 (ed. limitata) | 27 ottobre 2021   | ISBN 978-88-349-0766-5 (ed. regolare) ISBN 978-88-349-0799-3 (ed. speciale) |
| 16 | Capitoli - Page 119-121 - Last Page - Extra Page 1-3 |                                                                             |                   |                                                                             |

#### Hori-san to Miyamura-kun Omake
Il manga di Hori-san to Miyamura-kun Omake viene scritto da HERO e serializzato dal 21 luglio 2012 sotto l'etichetta Gangan Comics Online.
| Nº | Data di prima pubblicazione | Data di prima pubblicazione | Data di prima pubblicazione |
| Nº | Giapponese                  | Giapponese                  |                             |
| -- | --------------------------- | --------------------------- | --------------------------- |
| 1  | 21 luglio 2012              | ISBN 978-4-7575-3670-8      |                             |
| 2  | 27 novembre 2012            | ISBN 978-4-7575-3783-5      |                             |
| 3  | 27 aprile 2013              | ISBN 978-4-7575-3952-5      |                             |
| 4  | 26 ottobre 2013             | ISBN 978-4-7575-4108-5      |                             |
| 5  | 26 aprile 2014              | ISBN 978-4-7575-4202-0      |                             |
| 6  | 27 ottobre 2014             | ISBN 978-4-7575-4452-9      |                             |
| 7  | 27 maggio 2015              | ISBN 978-4-7575-4659-2      |                             |
| 8  | 27 novembre 2015            | ISBN 978-4-7575-4815-2      |                             |
| 9  | 27 maggio 2016              | ISBN 978-4-7575-4946-3      |                             |
| 10 | 26 agosto 2017              | ISBN 978-4-7575-5169-5      |                             |
| 11 | 26 maggio 2018              | ISBN 978-4-7575-5738-3      |                             |
| 12 | 27 febbraio 2019            | ISBN 978-4-7575-6037-6      |                             |
| 13 | 27 dicembre 2019            | ISBN 978-4-7575-6453-4      |                             |
| 14 | 18 settembre 2020           | ISBN 978-4-7575-6863-1      |                             |

### OAV
Nel 2012 è stato realizzato un adattamento anime sotto forma di OAV del primo manga Hori-san to Miyamura-kun, prodotto dallo studio Hoods Entertainment e diretto da Shingo Natsume, il cui primo episodio è stato pubblicato il 26 settembre 2012, il secondo il 25 marzo 2014, il terzo il 25 marzo 2015 e il quarto il 14 dicembre 2018. Altri due episodi sono stati pubblicati il 25 maggio 2021.
La sigla di chiusura del primo episodio è Shirotsumekusa (シロツメクサ?) cantata da Asami Setō, voce di Kyoko Hori. Il tema di chiusura del secondo episodio è Ame oto (雨音?) cantata da Yoshitsugu Matsuoka (doppiatore di Izumi Miyamura); nel terzo episodio è stato adoperato il brano Shiranai sekai (知らない世界?) cantata nuovamente da Setō mentre nel quarto episodio è stata impiegata la canzone Hinata (向日葵?) di Matsuoka.
| Nº | Titolo italiano (traduzione letterale) Giapponese 「Kanji」 - Rōmaji                           | Pubblicazione     | Pubblicazione |
| Nº | Titolo italiano (traduzione letterale) Giapponese 「Kanji」 - Rōmaji                           | Giapponese        |               |
| 1  | Nuovo semestre 「堀さんと宮村くん -新学期-」 - Hori-san to Miyamura-kun: Shingakki             | 26 settembre 2012 |               |
| 2  | Pioggia improvvisa 「堀さんと宮村くん -突然の雨-」 - Hori-san to Miyamura-kun: Totsuzen no ame | 25 marzo 2014     |               |
| 3  | Mi piaci 「堀さんと宮村くん -好きだ-」 - Hori-san to Miyamura-kun: Suki da                     | 25 marzo 2015     |               |
| 4  | Freddo estivo 「堀さんと宮村くん -夏風邪-」 - Hori-san to Miyamura-kun: Natsu kaze             | 14 dicembre 2018  |               |
| 5  | Davvero estate 「堀さんと宮村くん -真夏日-」 - Hori-san to Miyamura-kun: Manatsu hi            | 25 maggio 2021    |               |
| 6  | Una persona gentile 「堀さんと宮村くん -優しい人-」 - Hori-san to Miyamura-kun: Yasashii hito  | 25 maggio 2021    |               |

### Anime

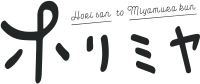
Logo della serie

Un ulteriore adattamento anime, questa volta sotto forma di serie televisiva e che narra le vicende del secondo manga, è stato annunciato il 17 settembre 2020. È prodotto dallo studio CloverWorks e diretto da Masashi Ishihama, la sceneggiatura è affidata a Takao Yoshioka, il character design a Haruko Iizuka e la colonna sonora a Masaru Yokoyama.
Il 18 settembre 2020 sono stati annunciati i doppiatori dei protagonisti: Hori viene doppiata da Haruka Tomatsu, mentre Miyamura da Kōki Uchiyama.
Il primo trailer (Hori & Miyamura ver.) è uscito il 21 settembre 2020, il secondo (Ishikawa & Yuki ver.) il 19 ottobre 2020, e il terzo (Sengokou & Remi & Sakura ver.) il 2 novembre 2020.
Composto da tredici episodi, è stato trasmesso dal 10 gennaio al 4 aprile 2021 su Tokyo MX e altre reti affiliate. La sigla d'apertura è Color Perfume (色香水?, Iro kо̄sui) cantata da Yō Kamiyama mentre quella di chiusura è Promise (約束?, Yakusoku) interpretata dai Friends.
Una seconda serie anime, intitolata Horimiya: The Missing Pieces (Horimiya: Piece (ホリミヤ -piece-?)), è stata annunciata all'AnimeJapan il 25 marzo 2023. Presenta delle storie del manga che non erano state adattate nella precedente serie animata. La serie è stata trasmessa dal 1º luglio al 23 settembre 2023. Le sigle sono rispettivamente Shiawase (幸せ? lett. "Felicità") degli Omoinotake (apertura) e URL di Ami Sakaguchi (chiusura). I diritti per la distribuzione internazionale al di fuori dell'Asia sono stati acquistati da Crunchyroll che l'ha pubblicata in versione sottotitolata in vari Paesi del mondo, tra cui l'Italia. Il 21 giugno 2023 Crunchyroll ha annunciato il doppiaggio italiano della serie, che è stato pubblicato dal 2 settembre al 14 ottobre 2023.

#### Episodi

##### Prima stagione -Horimiya
| Nº | Titolo italiano Giapponese 「Kanji」 - Rōmaji                                                        | In onda          | In onda |
| Nº | Titolo italiano Giapponese 「Kanji」 - Rōmaji                                                        | Giapponese       |         |
| 1  | Una piccola casualità 「ほんの、ささいなきっかけで。」 - Hon no, sasaina kikkake de.                 | 10 gennaio 2021  |         |
| 2  | Indossi più di una faccia 「顔は、ひとつだけじゃない。」 - Kao wa, hitotsu dake ja nai.              | 17 gennaio 2021  |         |
| 3  | Ecco perché va bene 「だから、大丈夫。」 - Da kara, daijōbu.                                         | 24 gennaio 2021  |         |
| 4  | Tutti amano qualcuno 「誰も、誰かが好きなんだ。」 - Dare mo, dare ka ga suki nanda.                  | 31 gennaio 2021  |         |
| 5  | Non posso dirlo ad alta voce 「それは、言えないこと。」 - Sore wa, ienai koto.                       | 7 febbraio 2021  |         |
| 6  | Questa estate sarà molto calda 「今年の夏は、あついから。」 - Kotoshi no natsu wa, atsui kara.       | 14 febbraio 2021 |         |
| 7  | Tu sei qui, io sono qui 「君がいて、僕がいて。」 - Kimi ga ite, boku ga ite.                         | 21 febbraio 2021 |         |
| 8  | L'inganno che svela la verità 「偽ることで、見えるもの。」 - Itsuwaru koto de, mieru mono.           | 28 febbraio 2021 |         |
| 9  | È difficile, ma non impossibile 「難しいけど、無理じゃない。」 - Muzukashii kedo, muri ja nai.       | 7 marzo 2021     |         |
| 10 | Finché non si scioglierà la neve 「いつか、雪が溶けるまで。」 - Itsuka, yuki ga tokeru made.         | 14 marzo 2021    |         |
| 11 | Potrebbe sembrare odio 「嫌い嫌いも、ウラがある。」 - Kirai kirai mo, ura ga aru.                    | 21 marzo 2021    |         |
| 12 | Fin qui, e anche in futuro 「これまでも、そして これからも。」 - Kore made mo, soshite kore kara mo. | 28 marzo 2021    |         |
| 13 | Ti regalerei il cielo 「せめて、この大空を。」 - Semete, kono ōzora o.                               | 4 aprile 2021    |         |

##### Seconda stagione -Horimiya: The Missing Pieces
| Nº | Titolo italiano Giapponese 「Kanji」 - Rōmaji | In onda           | In onda           |
| Nº | Titolo italiano Giapponese 「Kanji」 - Rōmaji | Giapponese        | Italiano          |
| 1  | Gita scolastica 「修学旅行」 - Shūgakuryokō   | 1º luglio 2023    | 2 settembre 2023  |
| 2  | Lezione di cucina 「調理実習」 - Chōri jisshū | 8 luglio 2023     | 2 settembre 2023  |
| 3  | Festival sportivo 「体育祭」 - Taiikusai      | 15 luglio 2023    | 9 settembre 2023  |
| 4  | Hori e il kotatsu 「堀こたつ」 - Hori kotatsu | 22 luglio 2023    | 9 settembre 2023  |
| 5  | Iura 「井浦」 - Iura                          | 29 luglio 2023    | 16 settembre 2023 |
| 6  | Pigiama party 「お泊り会」 - Otomarikai       | 5 agosto 2023     | 16 settembre 2023 |
| 7  | Amici 「友達」 - Tomodachi                    | 12 agosto 2023    | 23 settembre 2023 |
| 8  | Yanagi-kun 「柳くん」 - Yanagi-kun            | 19 agosto 2023    | 23 settembre 2023 |
| 9  | Professore 「先生」 - Sensei                  | 26 agosto 2023    | 30 settembre 2023 |
| 10 | Gelosia 「やきもち」 - Yakimochi              | 2 settembre 2023  | 30 settembre 2023 |
| 11 | Cioccolato 「チョコレート」 - Chokorēto       | 9 settembre 2023  | 7 ottobre 2023    |
| 12 | Casa Hori 「堀家」 - Hori-ke                  | 16 settembre 2023 | 7 ottobre 2023    |
| 13 | Diploma 「卒業」 - Sotsugyō                   | 23 settembre 2023 | 14 ottobre 2023   |

### Live action
Un film live action e una serie televisiva sono stati entrambi annunciati il 23 novembre 2020 mentre il cast principale e i membri dello staff sono stati rilevati il 21 dicembre successivo. Il lungometraggio e il dorama televisivo sono entrambi diretti da Hana Matsumoto; il primo è stato presentato in anteprima il 5 febbraio 2021 mentre il secondo è andato in onda dal 16 febbraio su MBS e TBS.

## Accoglienza
Il volume 2 di HoriMiya ha raggiunto il 15º posto nella classifica settimanale dei manga Oricon e al 2 dicembre 2012 aveva venduto 43 735 copie. Il volume 3 ha raggiunto il 32º posto e al 4 maggio 2013 aveva venduto 75 124 copie. Il volume 4 ha raggiunto il 21º posto e al 10 novembre 2013 aveva venduto 96 786 copie. Il volume 5 ha raggiunto l'8º posto e all'11 maggio 2014 aveva venduto 171 530 copie. Il volume 6 ha raggiunto il 2º posto e al 16 novembre 2014 aveva venduto 208 788 copie.
HoriMiya è stato il numero 6 dei fumetti consigliati dai dipendenti della libreria nazionale del 2014.